# Zlarin (sziget)
Zlarin egy sziget Horvátországban, az Adriai-tengerben, Közép-Dalmáciában a Šibeniki szigetvilágban.

## Leírása
Zlarin szigete Šibeniktől 6 km-re délnyugatra található, a szárazföldtől a Šibenik-csatorna választja el. A sziget északnyugat-délkeleti irányú, 6,1 km hosszú és 2,1 km széles, területe 8,05 km² és 284 lakosa van (2011). A tőle délnyugatra fekvő számos kis szigettől a Zlarin-csatorna választja el. Legmagasabb pontja a Klepac 169 méterrel van a tengerszint felett. Partvonalának hosszúsága 20,2 km, a tagoltsági együttható 2,0. Nagyobb öblei a Zlarin és a Magarna. A sziget érctartalmű mészkőből és krétakori dolomitból épül fel.

## Gazdaság
A korallvadászat első írásos nyomai az Adrián a 13. századból származnak. 1412-ben a zlariniakat híres korallvadászokként tartották számon, akik a kitermelt korallt Nápoly és Szicília piacain adták el. A zlariniak Velencei Köztársaság bukása után is különleges jogokat kaptak a korall kitermelésére, melyet egészen 1955-ig űztek. Ekkor azonban egy sikertelen vadászat miatt, melynek eredményét csak áron alul tudták Olaszországban értékesíteni ez a megélhetési forrás hanyatlásnak indult. Azóta a zlarini korallüzletet Viktor Lukin műveli, akinek "Viktor" nevű korall boltja működik itt és néhány éve megnyitotta a "Zlarinka" nevű korall központot. Épp a korallnak volt köszönhető, hogy Zlarin volt az első olyan horvát üdülőhely, melynek saját turistakaluza volt. Az egyetlen település Zlarin.

## Közlekedés
A szigetet kompjáratok kötik össze Šibenikkel, Vodicéval és Prvić szigetével.

## Növény-és állatvilág
A növényvilág tipikusan dalmát (sok ciprus- és fenyőerdő, valamint tölgyfa, fenyő, olajfa, füge, oleander, rozmaring, különféle típusú mesterségesen ültetett pálmák). A településen kívül, különösen a sziget belsejében az alacsony növésű erdők és macchia dominálnak. A faunát az emberi befolyás elszegényíti, ezért ma a szigeten csak néhány sündisznót, nyulat és a mezei egerek valamivel gazdagabb populációját találjuk. Körülbelül 30 évvel ezelőttig még rókákat is lehetett találni a szigeten. A madarak közül a sirály dominál, hüllők közül a közönséges gyík, a lábatlangyík, a homoki vipera, kétéltűekből a békák a leggyakoribbak. A sziget és környéke halakban rendkívül gazdag, az összes tipikus közép-adria halfaj megtalálható itt. A szárazföldi gerinctelenek közül a legkiemelkedőbbek az ízeltlábúak, a környező vizekben pedig tüskésbőrűek és puhatestűek. Az élővilág szempontjából fontos, hogy Zlarin egyike azon kevés szigeteknek az Adriai-tengeren, amelyek nem engedik meg az autós közlekedést.

## Fordítás
- Ez a szócikk részben vagy egészben  a   Zlarin című horvát Wikipédia-szócikk ezen változatának fordításán alapul.  Az eredeti cikk szerkesztőit annak laptörténete sorolja fel. Ez a jelzés csupán a megfogalmazás eredetét és a szerzői jogokat jelzi, nem szolgál a cikkben szereplő információk forrásmegjelöléseként.